# Brian FitzCount
Brian FitzCount (vers 1090 – vers 1149), lord de Wallingford (Angleterre) et d'Abergavenny (Pays de Galles), fut un fervent partisan de Mathilde l'Emperesse dans la guerre civile dite l'Anarchie anglaise qui opposa le roi Étienne d'Angleterre à Mathilde l'Emperesse, pour la couronne d'Angleterre.

## Biographie

### Sous le règne d'HenriIer
Il était le fils illégitime d'Alain Fergant († 1119), duc de Bretagne de 1084 à 1112. Il est élevé à la cour du roi Henri Ier d'Angleterre qui en fait l'un de ses protégés. Il est adoubé chevalier par le roi lui-même, et dès 1114, il est témoin de ses chartes. Il entre à son service, et fait partie de son cercle d'intimes. Il est aussi un ami proche de Robert de Gloucester, le fils illégitime du roi.
Grâce à ce soutien royal, avant 1119 il épouse Mathilde (dont l'origine est très discutée, voir plus bas), l'héritière de l'honneur de Wallingford (Berkshire), et devient lord de Wallingford en droit de sa femme. Ce mariage assure sa richesse, car Wallingford est alors une ville importante, et donc source de revenus. Il se retrouve à la tête d'un territoire stratégiquement vital, car c'est l'un des lieux de traversée de la Tamise. Il reçoit aussi du roi l'importante marche galloise d'Abergavenny, peut-être aux alentours de 1114, et a le contrôle du nord du Gwent.
Il devient aussi le châtelain de l'imposante forteresse de Wallingford, qu'il fait renforcer. Henri Ier, qui aime que ses prisonniers les plus importants soient sous la garde d'hommes en lesquels il a une absolue confiance, fait transférer Galéran IV de Meulan de Bridgnorth vers la prison de Wallingford à la fin de 1126.
En 1127, il est l'un des trois seuls barons consultés par le roi sur la possibilité d'une alliance politique avec l'Anjou. La même année, il escorte Mathilde, la fille du roi en Normandie pour ses fiançailles avec Geoffroy d'Anjou, l'héritier du comté d'Anjou. À la même époque, il audite les comptes du trésor royal de Winchester (l'échiquier anglais) avec Robert de Gloucester, le comte de Gloucester. Cet audit semble être l'indication d'une pression fiscale accrue du roi à la recherche d'argent pour la dot de sa fille.
Les pipe rolls (en) de 1129/1130 montrent qu'il fait partie des plus riches barons anglais, car il a été exempté de payer le geld (l'impôt foncier) sur 720 hides de terre répartis dans onze comtés. En 1131, il est un constable de la maison royale, une charge peut-être héritée de la famille d'Oilly, et avec Miles de Gloucester un ministre officieux du roi. D'après la fréquence de ses apparitions comme témoin des chartes royales, en Normandie et en Angleterre, il est évident qu'il passe les dix dernières années du règne d'Henri Ier à sa cour,. 

### Dans la guerre civile
Lorsque Henri Ier meurt en 1135, il est prévu que sa fille Mathilde l'Emperesse lui succède, les barons du Royaume d'Angleterre et du duché de Normandie l'ayant reconnue comme successeur du roi à plusieurs reprises. Mais son cousin Étienne de Blois, prévenu de la mort du roi par son frère Henri, l'évêque de Winchester, rejoint au plus vite Winchester et s'empare du trésor royal. Le 22 décembre 1135, il se fait couronner, reniant ainsi les serments faits précédemment, et usurpant le trône de sa cousine.
En 1136, Brian FitzCount reconnaît le roi, tout comme Robert, le comte de Gloucester. Les deux barons, qui sont possessionnés dans les marches galloises, doivent faire face à une résurgence des Gallois après la mort d'Henri Ier. Brian FitzCount est avec Richard de Clare dans le Pays de Galles quand celui-ci ignore ses avertissements et est tué dans une embuscade galloise le 15 avril 1136. Au printemps 1138, la plupart des barons des marches se révoltent contre Étienne d'Angleterre, mais Brian FitzCount n'est pas mentionné comme l'un d'entre eux. 
Pour C. Tyerman, Brian est souvent considéré comme un homme à forts principes, l'idéaliste parmi les piliers de la cause de l'Emperesse. Pourtant, il n'apporte pas son aide à la rébellion naissante dans l'ouest entre 1138 et 1139. C'est seulement lorsque Robert de Gloucester vient à Wallingford en octobre 1139, alors que l'Emperesse vient de débarquer, qu'il se décide. Dans la guerre civile qui s'ensuit, sa loyauté reste ferme, contrairement à d'autres barons qui changent de camp afin de promouvoir au mieux leurs propres intérêts. 
Il est l'un des trois principaux soutiens de l'Emperesse, avec Robert de Gloucester et Miles de Gloucester. Pourtant sa situation est particulièrement compliquée. Entouré d'ennemis et régulièrement assiégé dans sa forteresse, ses terres sont ravagées, et sa fortune, acquise durant le règne d'Henri Ier, s'envole. Wallingford est particulièrement exposée car elle est éloignée du noyau de terres contrôlées par les rebelles. À cause de sa situation, il est surnommé « le marquis » par ses alliés. Dès 1139, Étienne, intimidé par le danger que représente cette place forte ordonne qu'elle soit bloquée par un siège à long terme. Mais la forteresse est « imprenable » et tient jusqu'à ce que Miles de Gloucester vienne à sa rescousse, forçant les forces du roi à battre en retraite.
En juin 1141, après la capture du roi Étienne lors de la bataille de Lincoln, il accompagne l'Emperesse à Londres, puis à Oxford lorsqu'elle est chassée par les Londoniens. Ensemble, ils marchent vers Winchester, et après leur déroute, s'enfuient vers Devizes.
Après 1142, il est particulièrement isolé territorialement, et avoue ne plus être capable de cultiver une acre de grain sur ses terres. Il a aussi des difficultés à se fournir en provisions pour sa garnison de Wallingford. C'est peut-être la raison pour laquelle il transfère la propriété de la marche d'Abergavenny à Miles de Gloucester qui tient la marche voisine de Brecknock, pour un service de trois chevaliers. Il adopte officieusement Gautier, le fils puîné de Miles de Gloucester, et lui donne la seigneurie de Grosmont, peut-être avant 1139. Bien que son plus fervent soutien, il ne reçoit aucun titre de comte de Mathilde l'Emperesse.
Pour C. Tyerman, il démontre qu'il est aussi bien capable de mener une charge de cavalerie que d'exprimer clairement ses idées, quand, aux alentours de 1143, il est l'auteur d'une réprimande cinglante adressée à l'indécis Henri de Blois, l'évêque de Winchester et frère du roi, sur les vertus de la constance. Il est aussi l'auteur d'un pamphlet dans lequel il démontre la validité de la revendication de Mathilde sur le trône d'Angleterre.

### Fin de vie
Sa fin de vie est très obscure et sujette à spéculation. Une chronique d'Abergavenny relate qu'il part en croisade à Jérusalem et qu'il y meurt vers 1147. Il semble plus probable qu'il se retire dans un ordre religieux en 1150 ou peu avant et qu'il y meurt peu après.

## Mariage et descendance
Avant 1119, il épousa Mathilde (ou Maud), lady de Wallingford. Ses origines ne sont pas connues avec certitude. Elle serait veuve de Miles Crespin et fille et héritière de Robert (I) d'Oilly de Wallingford ou fille de Miles Crespin et Maud d'Oilly. Elle aurait alors été une femme mature lors de son mariage avec Brian FitzCount.

### Sources
- Edmund King, « Brian fitz Count (c.1090–c.1149) », Oxford Dictionary of National Biography, Oxford University Press, 2004.
- « Brian FitzCount », Christopher Tyerman, Who's Who in Early Medieval England, 1066-1272, Shepheard-Walwyn, 1996 (ISBN 0856831328), p. 147-148.